# Сјул
Сул (фр. Sioule) је река у Француској. Дуга је 163 km. Улива се у Алије. 